# Bizantynizm niemiecki
Bizantynizm niemiecki – określenie z zakresu kultury polityczno-społecznej, stworzone przez Feliksa Konecznego na podstawie jego badań historycznych, filozoficznych i społecznych. Bizantynizm niemiecki stanowi istotną część jego nauki o cywilizacjach.
Według Konecznego bizantynizm niemiecki ukształtował się w X wieku, kiedy to wraz z powstaniem Świętego Cesarstwa Rzymskiego nastąpiło przeniesienie wielu teorii dotyczących filozofii władzy z Bizancjum na grunt niemiecki. Od tego czasu bizantynizm rozwijał się w Niemczech obok cywilizacji łacińskiej, a prawnicy i filozofowie niemieccy bardzo rozbudowali pojęcia bizantyjskie. Charakteryzował się uznawaniem władzy świeckiej za najważniejszą (cezaropapizm, zasada Cuius regio, eius religio). Ponadto wywyższał prawo państwowe ponad prywatne (tzw. monizm prawa publicznego), a obowiązki publiczne uważał za najważniejszą powinność ludności. Zaowocowało to doprowadzoną do perfekcji biurokracją oraz marginalizacją społeczeństwa w państwie. Za twory czysto bizantyjskie Koneczny uważał ze względu na ww. cechy państwo zakonu krzyżackiego w Prusach oraz znacznie późniejsze Królestwo Pruskie i stworzoną przez nie II Rzeszę. Od zjednoczenia Niemiec w 1871 bizantynizm stanowił dominującą siłę w polityce niemieckiej. Kres bizantynizmu niemieckiego jako dominującego nurtu myśli politycznej i prawnej stanowi rok 1945. Koneczny uważał niemiecką wersję bizantynizmu za najdoskonalszą i najprężniejszą emanację cywilizacji bizantyjskiej w historii.